# Matsdal
Matsdal (sydsamiska: Gajhrege eller Gajhtohke) är en by i Lappland, nio mil nordväst om Vilhelmina i Västerbottens län. Större delen av bebyggelsen, med undantag för Södra Matsdal, återfinns längs en dalgång mellan Södra och Norra Gardfjället. Orten har en fast befolkning på mindre än 40 personer, men uppvisar en ökande mängd fritidsbebyggelse. Detta kan tillskrivas områdets rika möjligheter till friluftsliv och natur, med flera fiskevatten samt skoter- och vandringsleder.
Byn anlades år 1817 av nybyggaren Mattias Hansson Bjur och hans maka Elisabet Andersdotter. De hade vandrat från Österdalarna för att slutligen bryta ny mark i denna avlägsna fjälldal.

## Näringsliv och offentlig verksamhet
Byn har en aktiv hembygdsförening, grundad den 26 juni 1977, som driver en hembygdsgård. Gården, vars grund började gjutas i oktober 1982, invigdes den 12 juni 1986. Anläggningen är utrustad med bland annat bagarstuga, bastu, tvättmöjligheter och dusch. Projektet blev möjligt genom omfattande förhandlingar och bidrag från frivilliga krafter, både från bofasta i byn och fritidshusägare.
Under sommarhalvåret arrangeras Matsdalsdagarna, en årlig tradition med bland annat loppmarknad, bouleturnering, tipsrundor, lekar och våffelservering.

## Historia

### Innan nybygget
Inga kända källor antyder att området där byn senare etablerades var bebott eller hade genomgått några tidigare bosättningsförsök. Vid tiden för nybyggets grundande var platsen känd under det sydsamiska namnet Gaitokdal, en benämning vars stavning uppvisade stor variation bland olika de olika källorna. I Gamla byar i Vilhelmina (1982) skriver folkskolläraren O. P. Pettersson att:
| ” | Skrivningarna av Matsdals gamla lapska namn variera, som synes, ganska starkt: Gaikikdalen, Gagdejtdalen och Gaitokdalen. Dessa former ser ut att vara i olika källor förekommande skrivningar, anpassade efter det nu utdöda sydlapska skriftspråket. Den nu levande lapska talspråksformen kan ungefärligen stavas Gaihrege [...] | „ |

### Första bosättarna
Enligt ett utslag från Kunglig Majestäts befallningshavande den 1 september 1817 var platsen en del av samen Sjul Anderssons lappskatteland. Den 18 juni samma år hade kronolänsmannen Nils Petter Degerman, med följe av två nämndemän, utfört en syneförrättning av platsen där bostad, odlingsmark och skog blev noga utmätt och antecknat. I samband med denna förrättning hade den tidigare markägaren, Sjul Andersson, inte kunnat anträffas. Men det ansågs, enligt Degerman, att han inte kunde ha haft någonting emot bosättningen eftersom det inte fanns någon närliggande tillgång till fiskevatten, och inga sådana anspråk hade heller framförts.

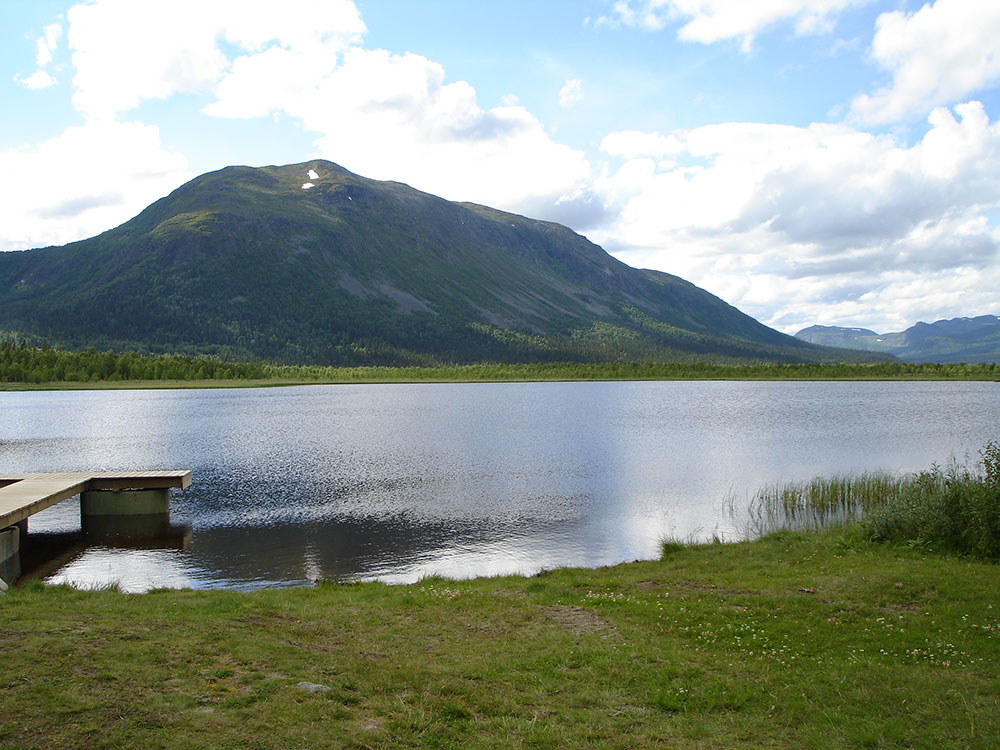
Lillsjön med Grapsan i bakgrunden.

| ”                                                               | Kungl. Maj:ts Befallningshafwandes i Wästerbottens höfdingedöme utslag uppå dahlakarlen Matts Hansson Bjurs ansökning, om tillstånd, utaf upfundne lägenheter wid så kallade Gagdigtdalen på Sjul Anderssons skatteland i Wilhelmina församling af Åsele lappmark få, emot åtnutjande af nödige frihetsår, inrätta ett krononybygge. Gifwit å landscontoriet i Umeå den 1 september 1817. [...] Och som någon protest mot sökandens anhållan, hwarken wid syneförättningen eller sedermera hos mig blifwit gjord, samt lägenheterna finnes wara för en nybyggesinrättning anwändbara och tjenliga. Altså pröfwar jag skäligt lemna sökanden fri- och rättighet, at af ofwanbeskrefne utsynta lägenheter, upodla och iståndsätta ett krononybygge under namn af Mathiasdahl, hwartill jemlikt 1749 års Kongl. reglemente för lappmarken, honom härmed beviljas tjugofem års frihet från skatt och ränta, hwilken frihet, räknad från nästa års början, med år 1842 uphör. | „ |
| – Landshövding Georg Lars af Schmidt, 1817 i Västerbottens län. | |   |

#### Från Dalarna till Västerbotten
Nybyggaren Mattias Hansson Bjur (också känd som Mats Bjur eller Mattes Bjur) hade, tillsammans med sin familj, tagit sig till denna avlägsna fjälldal genom ett flertal års vandrande norrut ifrån Ockelbo församling, vid vilken plats han hade tjänat som soldat inom Hälsinge regemente i över 11 års tid. Mattias var född i byn Sörskog den 26 december år 1768 inom Bjursås församling i Kopparbergs län. Där hade han vuxit upp tillsammans med sina syskon fram till den 15 september 1790, varvid han inom Ovansjö kompani blev rekryterad som s.k. "vargeringskarl" och sedermera soldat.
Denna befattning hade han till den 10 september 1801, vid vilket skede han begärde avsked på grund av en knäskada och efterföljande sjukdom.
En tid därefter påbörjade Mattias sin vandring norrut tillsammans med sin fru, Elisabet Andersdotter, och deras två gemensamma söner Hans och Anders. Han tog upp en kort tids sysselsättning som sågkarl på Håknäs sågverk i Ångermanland omkring år 1806. Vid denna tidpunkt hade familjen utökats med en dotter.
|                           |                           |                           |                           |                                  |                                  | Hans Mattsson Bryggare (1743-1790/91) | Hans Mattsson Bryggare (1743-1790/91) | Hans Mattsson Bryggare (1743-1790/91) | Hans Mattsson Bryggare (1743-1790/91) | Hans Mattsson Bryggare (1743-1790/91) | Hans Mattsson Bryggare (1743-1790/91) |                                   |                                   |                                   |                                   |                                   |                                   | Brita Mattsdotter (1744-1819) | Brita Mattsdotter (1744-1819) | Brita Mattsdotter (1744-1819) | Brita Mattsdotter (1744-1819) | Brita Mattsdotter (1744-1819) | Brita Mattsdotter (1744-1819) |                |                |
|                           |                           |                           |                           |                                  |                                  | Hans Mattsson Bryggare (1743-1790/91) | Hans Mattsson Bryggare (1743-1790/91) | Hans Mattsson Bryggare (1743-1790/91) | Hans Mattsson Bryggare (1743-1790/91) | Hans Mattsson Bryggare (1743-1790/91) | Hans Mattsson Bryggare (1743-1790/91) |                                   |                                   |                                   |                                   |                                   |                                   | Brita Mattsdotter (1744-1819) | Brita Mattsdotter (1744-1819) | Brita Mattsdotter (1744-1819) | Brita Mattsdotter (1744-1819) | Brita Mattsdotter (1744-1819) | Brita Mattsdotter (1744-1819) |                |                |
|                           |                           |                           |                           |                                  |                                  |                                       |                                       |                                       |                                       |                                       |                                       |                                   |                                   |                                   |                                   |                                   |                                   |                               |                               |                               |                               |                               |                               |                |                |
|                           |                           |                           |                           |                                  |                                  |                                       |                                       |                                       |                                       |                                       |                                       |                                   |                                   |                                   |                                   |                                   |                                   |                               |                               |                               |                               |                               |                               |                |                |
|                           |                           |                           |                           | Mattias Hansson Bjur (1769-1825) | Mattias Hansson Bjur (1769-1825) | Mattias Hansson Bjur (1769-1825)      | Mattias Hansson Bjur (1769-1825)      | Mattias Hansson Bjur (1769-1825)      | Mattias Hansson Bjur (1769-1825)      |                                       |                                       | Elisabet Andersdotter (1766-1840) | Elisabet Andersdotter (1766-1840) | Elisabet Andersdotter (1766-1840) | Elisabet Andersdotter (1766-1840) | Elisabet Andersdotter (1766-1840) | Elisabet Andersdotter (1766-1840) |                               |                               | 8 yngre syskon                | 8 yngre syskon                | 8 yngre syskon                | 8 yngre syskon                | 8 yngre syskon | 8 yngre syskon |
|                           |                           |                           |                           | Mattias Hansson Bjur (1769-1825) | Mattias Hansson Bjur (1769-1825) | Mattias Hansson Bjur (1769-1825)      | Mattias Hansson Bjur (1769-1825)      | Mattias Hansson Bjur (1769-1825)      | Mattias Hansson Bjur (1769-1825)      |                                       |                                       | Elisabet Andersdotter (1766-1840) | Elisabet Andersdotter (1766-1840) | Elisabet Andersdotter (1766-1840) | Elisabet Andersdotter (1766-1840) | Elisabet Andersdotter (1766-1840) | Elisabet Andersdotter (1766-1840) |                               |                               | 8 yngre syskon                | 8 yngre syskon                | 8 yngre syskon                | 8 yngre syskon                | 8 yngre syskon | 8 yngre syskon |
|                           |                           |                           |                           |                                  |                                  |                                       |                                       |                                       |                                       |                                       |                                       |                                   |                                   |                                   |                                   |                                   |                                   |                               |                               |                               |                               |                               |                               |                |                |
|                           |                           |                           |                           |                                  |                                  |                                       |                                       |                                       |                                       |                                       |                                       |                                   |                                   |                                   |                                   |                                   |                                   |                               |                               |                               |                               |                               |                               |                |                |
| Hans Mattsson (1794-1889) | Hans Mattsson (1794-1889) | Hans Mattsson (1794-1889) | Hans Mattsson (1794-1889) | Hans Mattsson (1794-1889)        | Hans Mattsson (1794-1889)        |                                       |                                       | Anders Mattsson (1797-1863)           | Anders Mattsson (1797-1863)           | Anders Mattsson (1797-1863)           | Anders Mattsson (1797-1863)           | Anders Mattsson (1797-1863)       | Anders Mattsson (1797-1863)       |                                   |                                   | Elisabet Mattsdotter (1806-?)     | Elisabet Mattsdotter (1806-?)     | Elisabet Mattsdotter (1806-?) | Elisabet Mattsdotter (1806-?) | Elisabet Mattsdotter (1806-?) | Elisabet Mattsdotter (1806-?) |                               |                               |                |                |

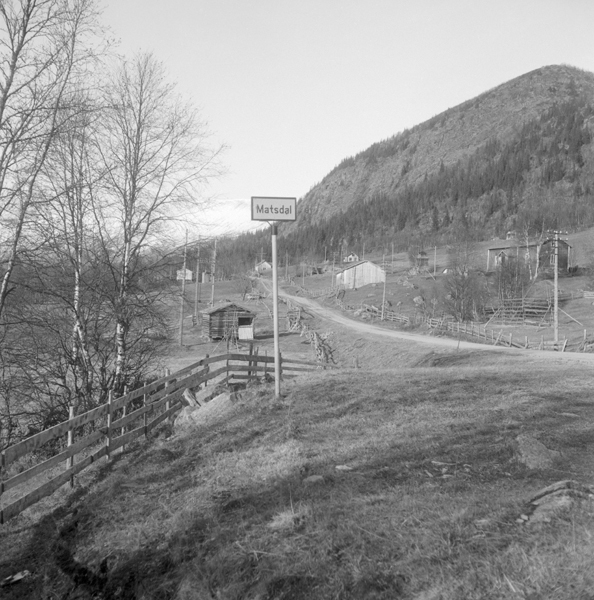
Vy mot Storknoppen sedd från korsningen mot Skansnäs.

Familjen reste vidare genom Anundsjö och slog senare under en tid ner i Resele församling omkring år 1809. Där kvarstannade familjen fram till år 1816, då de enligt prästens noteringar: "Afflyttade till Åsele 1816. Wolgsjön under Hvitfjället". Familjen anlände till Vilhelmina församling år 1817 och skrevs in på en plats som då kallades Lillkittelfjäll. Senare är platsen känd som Henriksfjäll, och med det ständigt ökande antalet nybyggen i åtanke, som prästen behövde hålla reda på, är det mycket troligt att familjen i själva verket redan var på plats i Matsdal. Deras ankomst till denna församling mottogs dock inte med öppna armar. "Inflyttade 1817. Ehuru icke med församlingens tillstånd" har prästen låtit tillägga jämte deras namn i kyrkoboken. Detta kan antagas vara grundat i deras bristfälliga tillgångar.
Mattias innehade inte länge titeln som nybyggare. Under vintern den 30 november 1825 frös han ihjäl vid norra änden av Volgsjön, vid en plats som därefter kom att kallas Bjurviken. Då hade nybygget "Mattiasdal" redan delats upp och överlåtits till sonen Hans Mattsson och dottern Elisabet Mattsdotter. Den yngre sonen, Anders Mattsson, hade etablerat sig i den närbelägna byn Dikanäs. Dottern Elisabet sålde senare sin andel av hemmanet till brodern Anders på grund av misskötsel och negligerande av marken. Hon flyttade senare till Norge år 1839 tillsammans med sin make Sivert Olofsson och deras gemensamma son Olof. Med tiden expanderade Matsdals gränser och Mattias Bjurs barnbarn, tillsammans med andra familjer som flyttade in, upprättade så småningom sina egna gårdar och odlingsmarker i byn.

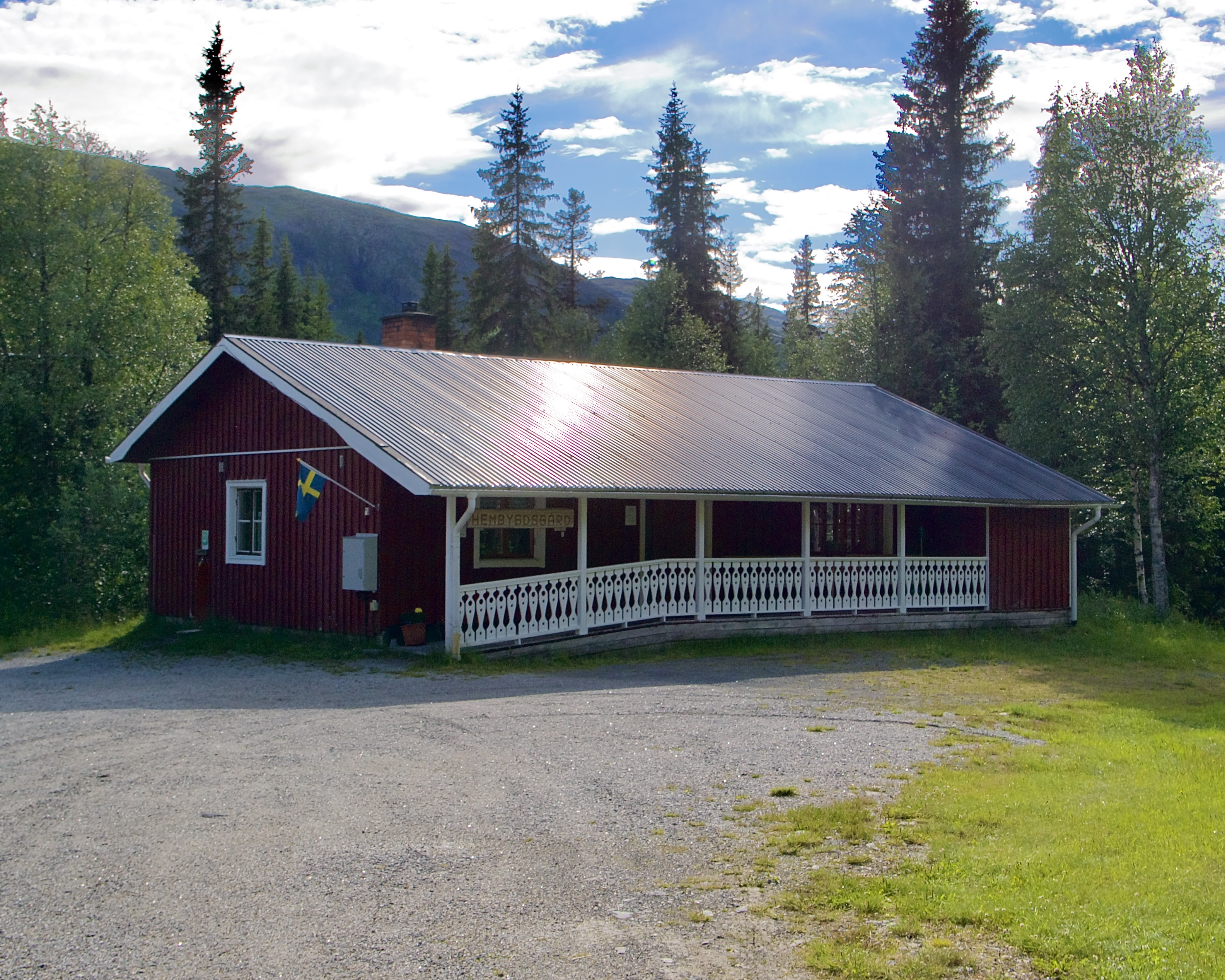
Matsdals hembygdsgård började byggas 1982 och stod färdig sommaren 1986.

### 1800–1900-tal

#### Teknikens utveckling
De första fotogenlamporna nådde den avlägsna byn relativt tidigt. Detta ledde till att den öppna spisen, hemstöpta ljus av talg och pärtstickor gradvis började ersättas redan under 1860-talet. Vid denna period hade även spåntak börjat läggas på husen. Detta ersatte tak som tidigare var täckta med näver, takved och torv.
Mot slutet av 1800-talet började mer modern teknik göra sitt intåg i byn. De första mjölkseparatorerna, tillsammans med slåttermaskiner och släpräfsor introducerades på 1890-talet och bidrog stort till byns utveckling. Fram till dess hade mjölken mödosamt silats upp i tråg och skålar. Även järnspisar och kaminer, vissa kompletterade med ringar för kokmöjligheter, började användas i större utsträckning och ersatte då de öppna spisarna i stugorna.
Detta följdes av konstruktionen av en vattenledning med självtryck på en av gårdarna år 1932. Till detta följde vatten-, avlopps- och värmeledningar i vissa gårdar på 1940-talet. Denna moderniseringsepok kulminerade med att elektriska kraftledningar drogs till byn den 15 november 1946. Mellan nyår och trettonhelgen 1947 hölls sålunda en ljusfest i byn. Det dröjde dock till julen 1960 innan de sista gårdarna i Kanan fick strömförbindelse.

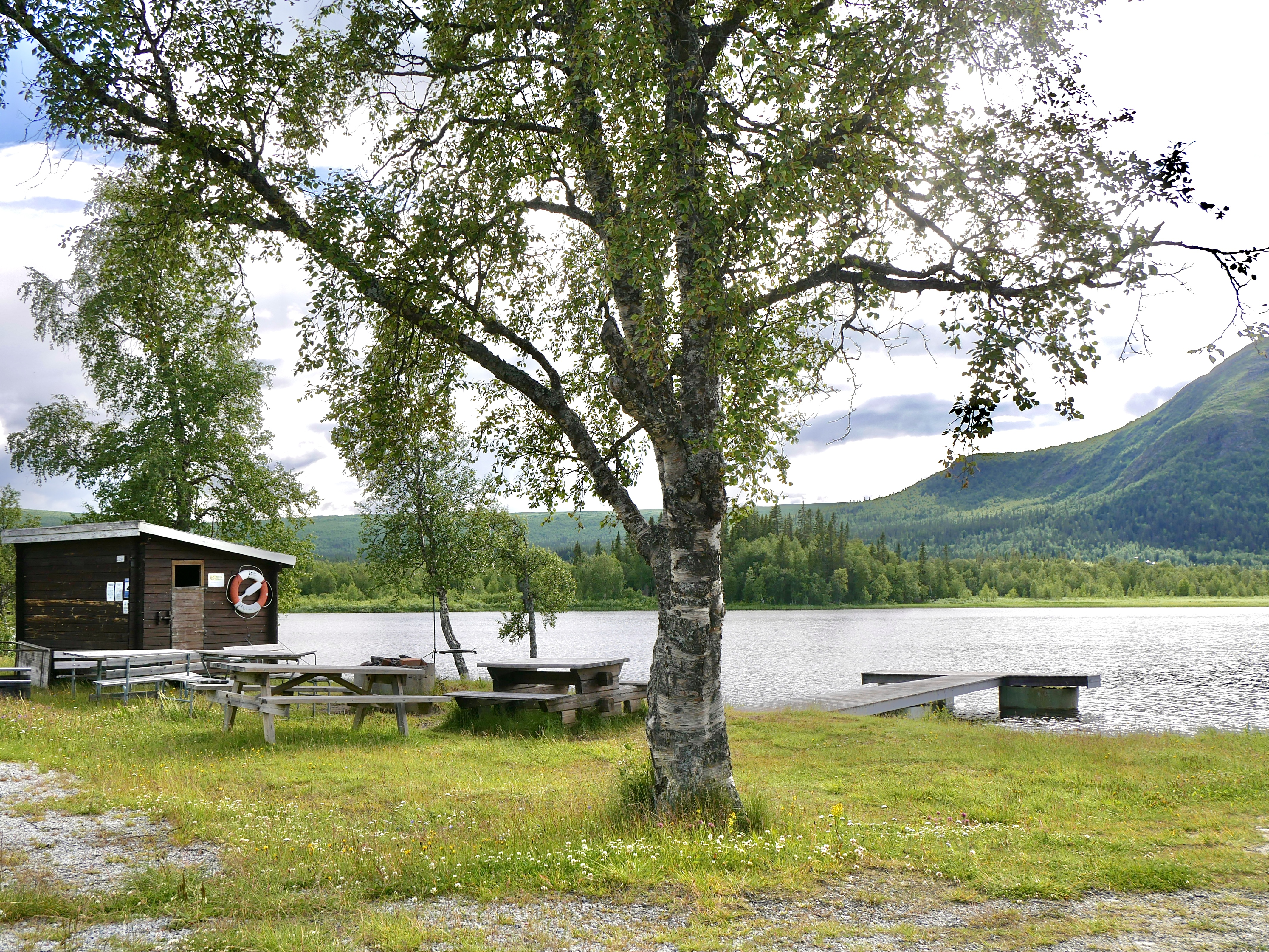
Rastplats vid Lilljsön med bad- och fiskebrygga samt eldplats och ombytesbås.

#### Post och telefoni
Teknologiska framsteg ledde även till förbättringar inom samhällets infrastruktur. En regelbunden postförbindelse med lantbrevbärare etablerades år 1910 med en tur varannan vecka, med lantbrevbäring mellan Umnäs och Matsdal. Israel Fjällberg, Halvar Larsson i Umnäs samt König Alenius i Silverberg var de första postbärarna. Alenius avslutade sin tjänst 1921. Efter 1935 började posten köras ut på den nybyggda vägen. Einar Bergqvist körde med bil på sommaren, medan Frans Wästerlund och Anselm Eriksson körde med häst på vintern, eftersom vägen inte plogades. Från 1927 fick invånarna i Matsdal sin post en gång i veckan. År 1937 inrättades ett postombud i byn som sköttes av Wästerlund fram till 1 oktober 1960, då Anders Jonsson tog över. Postombudet lades ned 1 februari 1983, och den personliga servicen ersattes med postväskor.

År 1918 blev byn ännu mer ansluten till omvärlden genom installationen av den första fasta telefonlinjen. Dessa tidiga ledningar hängdes upp i avkvistade träd. I byn etablerades sedan en telefonväxel, initialt skött av Mattias Mattsson. Senare tog August och Dagny Fältèn över ansvaret, som de behöll fram till 1944. Därefter övertogs telefonväxeln av Arvid och Vendla Ringlöv. De första abonnenterna var bland annat skolläraren August Wästerlund, som 1943 fick telefonnummer 1, Axel Hansson nummer 2, Frans Wästerlund i Södra Matsdal nummer 3, och Konsum nummer 4. När telefonväxeln automatiserades 1967 blev det möjligt att ringa direkt till abonnenterna, vilket ledde till en minskning av budskickandet.
| ”                                  | En ny telefonlinje har i dagarna fullbordats uppe i Dikanäs, nämligen sträckan Dikanäs-Luspen-Skansnäs-Mattsdal-Ripfjäll, sirka 2 mil. Linjen utgör en fortsättning av änkeltrådiga ledningen Tresund-Dikanäs. | „ |
| – Västerbottenskuriren, 1918-11-25 | |   |

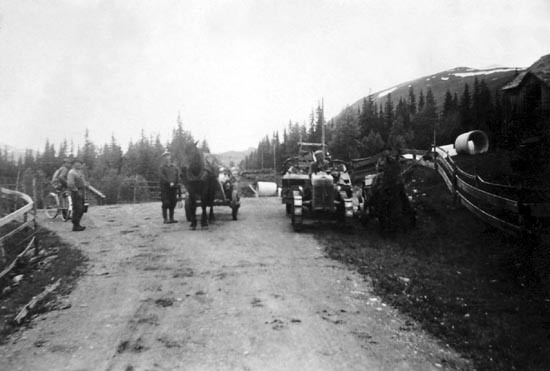
Vedkörning från Gardfjället längs Matsdalsvägen, 1952. Vägtrummorna används för vägen till Kanan.

#### Vägen till byn

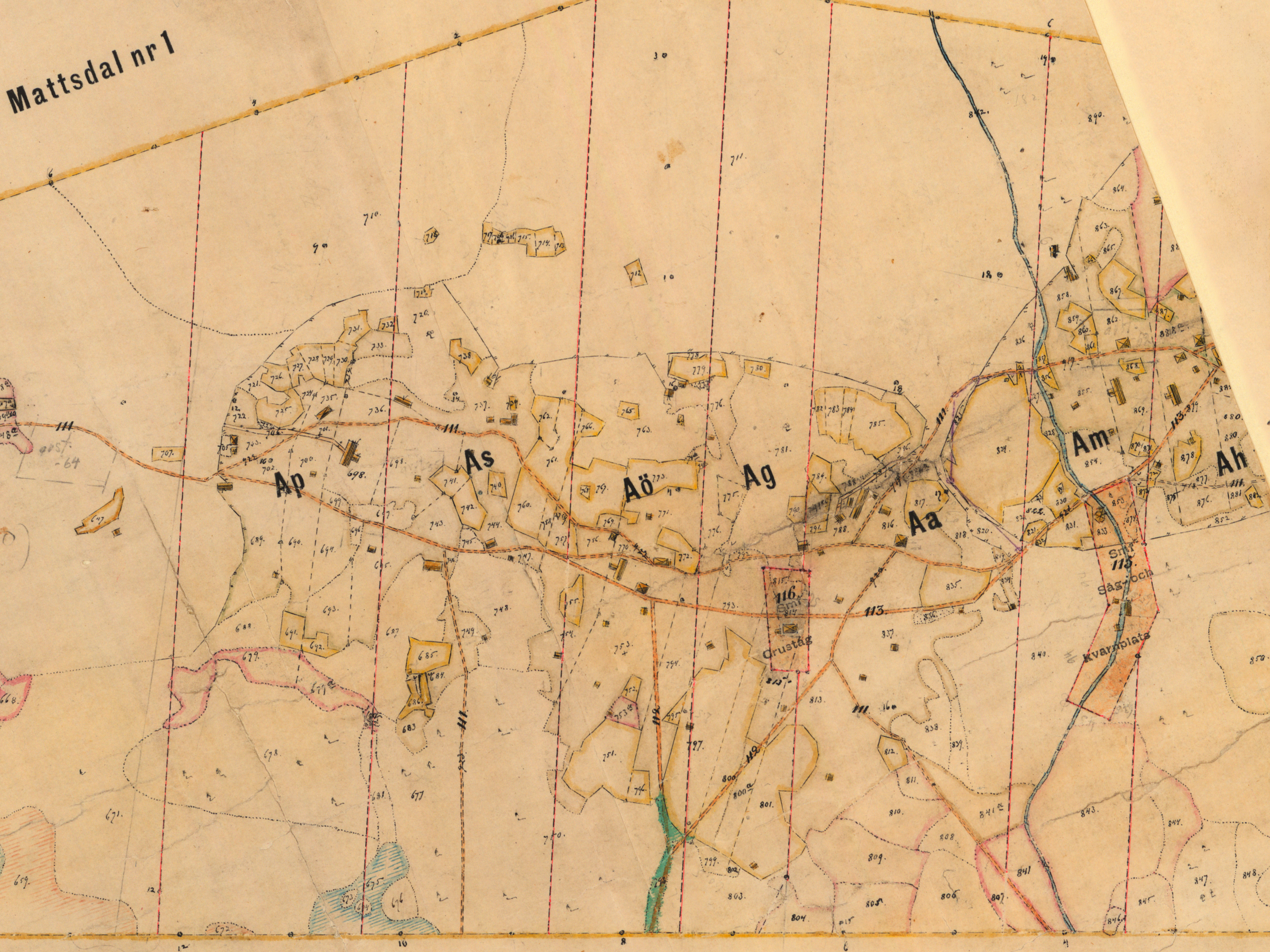
Ett antal gårdar och odlingsmarker i Matsdal år 1921. Ag, Johan Ernst Johansson. At, Per Alfred Jonsson. Ap, Anders Gustaf Jonsson. As, Isak Konrad Jonsson. Aö, Erik Artur Mattsson. Aa, Frans Gustaf Westerlund. Am, Olof Albert Eriksson. Ah, Matts Mattsson.

År 1933 hade mer än ett sekel passerat sedan Mats Bjur och hans familj etablerade sig i dalen, och orten hade så småningom vuxit till en by med cirka 140 invånare. Trots detta transporterades nödvändigheter fortfarande på ryggen längs svårframkomlig terräng. Sjuka fördes på bårar under sommaren den två till tre mil långa sträckan till Dikanäs. Byborna längtade efter en riktig landsväg. Redan år 1919 hade undersökningar påbörjats för en sådan väg, men projektet drabbades av förseningar på grund av kommunens svårigheter att finansiera det, vilket ledde till att handläggningstiden ständigt förlängdes.
 

Under sommaren år 1932 hade arbetet påbörjats med en enkronasväg på vägsträckan mellan Matsdal och Dikanäs, samt mellan Dikanäs och Skansnäs. Ersättningen för varje skift var i detta fall två kronor per meter. Ibland tog arbetet så lång tid att de arbetande männen var tvungna att köpa sig mat, vilket kostade mer än deras ersättning för skiftet. Vägbygget auktionerades ut till den som erbjöd lägst pris. Arbetet delades upp i skiften om 50-200 meter. Den 15 kilometer långa vägsträckan blev färdigställd fram till vändplan (korsningen mot Skansnäs) i december 1933, vilket möjliggjorde biltrafik till julottan i Dikanäs. En turbil trafikerade sträckan till Dikanäs två gånger i veckan under sommarmånaderna. Vägen nådde dock endast fram till Sigfrid Jonssons gård vid byns utkant, vilket innebar att byborna i Kanan, som bodde längst västerut, fortfarande hade en tolv kilometer lång färd via stigar för att nå vägen eller telefonstationen. År 1945 godkände kommunalnämnden en plan för att röja och spånga upp en skogsväg mellan Kanan och Matsdalsvägen, till en initial kostnad av 2 000 kronor, men själva byggnationen påbörjades inte förrän hösten 1949 och utfördes av nio arbetare som mest. En väg mot Skansnäs hade också börjat anläggas år 1941.

#### Jordbruk
Under 1800-talet var arbetsmöjligheterna i byn begränsade för dem som inte var knutna till jordbruket. Detta ledde till att jordbruk och boskapsskötsel blev den primära näringen för byborna, och med fiske och jakt som binäring. Jakten, som huvudsakligen ägde rum under vintern, innefattade fångst av ripor samt jakt på räv, hare, ekorrar med mera. Under denna period kunde en jägare under en god vinter fånga mellan 400 och 500 ripor.
I början var jordbruksredskapen relativt primitiva. Vid sådd användes exempelvis en träpinnharv för att mylla ner kornet. Träplogar användes också för att plöja åkern, och dessa förstärktes med järnplåt för att minska slitage. De första järnplogarna var de så kallade västerbottensplogarna med träås. Under tidigt 1900-tal började man skaffa plogar helt i järn, samt fjäderharvar, spadharvar och rullharvar.
Initialt maldes kornet till mjöl med hjälp av handkvarn tills en skvaltkvarn hade byggts. Före malningen torkades kornet i en järngryta över en svag eld utomhus eller i en öppen spis. Även efter vattenkvarnarnas uppförande användes handkvarnen ibland, exempelvis när vattenbrist förhindrade skvaltkvarnarnas drift. Kornet såddes så tidigt som möjligt för att säkerställa en lång växtsäsong; senast på Urbanusdagen den 25 maj skulle sådden vara klar och säckarna knutna. Skörden av korn skedde med skäror och senare med liar. Tröskningen av halmen utfördes med slaga, och under 1890-talet introducerades ett tröskverk som drevs med handkraft av fem till sex personer, vilket lånades ut från byn Umnäs i den angränsande Stensele församling.

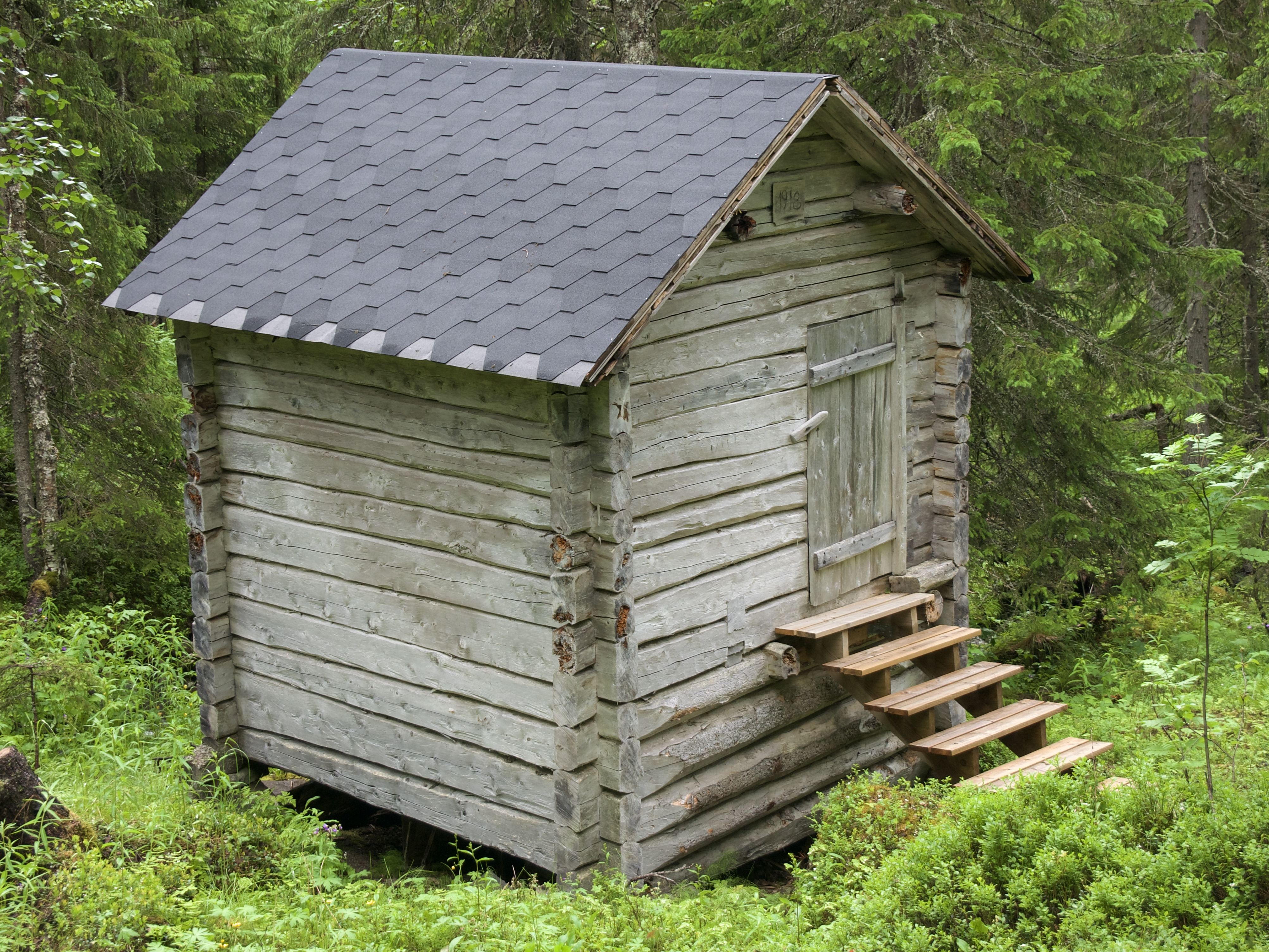
Jonas Mattssons kvarn ligger vid Långdragsbäcken, cirka 300 meter söder om vägen mot Skansnäs. Den har restaurerats flera gånger med hjälp av bidrag, och sommaren 2023 fick den ett nytt tak.

Vid 1900-talets begynnelse började bönderna successivt att överge kornodlingen till förmån för potatis- och havreodling för att kunna stödja en större boskapshållning på gårdarna. Som mest fanns det fyra skvaltkvarnar i byn, men idag återstår bara en. Denna kvarn byggdes upp år 1918 vid Långdragsbäcken under första världskriget av Jonas Mattsson, som själv huggit ut kvarnstenarna. Den utnyttjades av en del bönder i byn som, under krigsåren, hade valt att fortsätta odla säd.

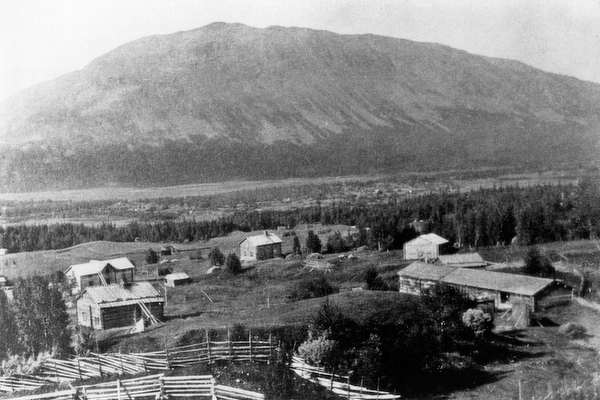
Vy mot Grapsan.

#### Byaskolan
När Mats Bjur etablerade sig i dalen 1817 och fick tillstånd att bruka och odla sin mark var det osannolikt att barnen i området skulle få någon formell skolundervisning. Emellertid kom byns skola att ligga i närheten av platsen där Mats slog sig ner. I slutet av 1870-talet grundades en skola inom Dikanäs kapellag, där en lärare regelbundet roterade mellan tre olika byar med tolv veckors terminer i varje. I Matsdal tjänade en bagarstuga och två vindsrum som klassrum fram till höstterminen 1910, då verksamheten flyttade in i ett nybyggt skolhus. Före varje hösttermin transporterades skolmaterialen av byborna från Kittelfjäll till det så kallade lapplägret på Klitvallens södra sida, varifrån Matsdals invånare hämtade dem.

Sommaren 1922 uppgavs barnantalet inom skolorna Kittelfjäll och Matsdal vara totalt 63 elever, och en lärare. Det var inte förrän år 1927 som byn fick en permanent skola. Denna skola förstördes dock i en brand som bröt ut under natten till fredagen den 6 februari 1931. Branden upptäcktes först på morgonen därpå och vid den tidpunkten återstod bara en stor hög av aska från skolbyggnaden. Orsaken till branden kunde aldrig fastställas. Byggnaden hade varit försäkrad för 4 000 kronor, och det fanns löften om att återuppbygga skolan till ett mer modernt tillstånd. Försäkringssumman sänktes senare till 2 000 kronor när det blev känt att byggnaden inte var försäkringsbar, eftersom muren i huset hade byggts av skiffer.

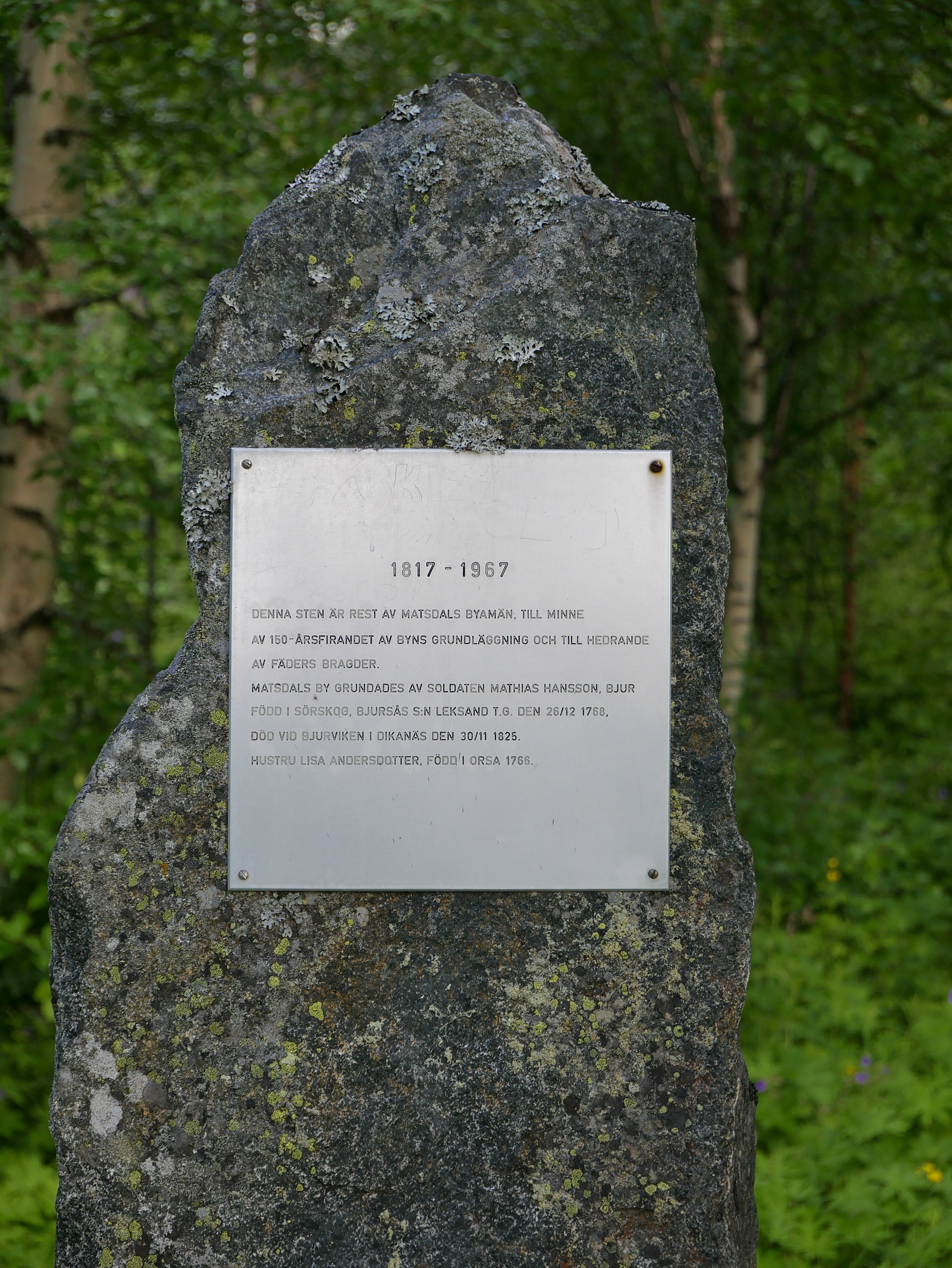
En minnessten, placerad invid korsningen mot Skansnäs, som restes 1967 för att fira byns 150-årsjubileum.

Följande år var skoldistriktet tvunget att hyra en skollokal av läraren August Wästerlund eftersom ingen ny byggnad hade uppförts. Detta resulterade i att de 30 eleverna i byn fick samsas om ett utrymme som knappt var större än ett kök. Denna provisoriska åtgärd fortsatte varje termin fram till dess att Wästerlund valde att pensionera sig år 1944. Efter detta tjänstgjorde Anna Lindkvist ett läsår och efter henne Lilly Larsson-Kroik. Byaskolan drogs till slut in år 1954 och skolgången hölls, med hjälp av skolskjuts, därefter i grannbyn Dikanäs.

#### Skidbacke
En mindre skidbacke med stugby, kafeteria och gillestuga uppfördes vid Dalkullen (Låemieaasie) under den senare delen av 1960-talet. Backen var utrustad med en eldriven lift som hade ett enkelt snöre för åkaren att hålla sig i och kunde transportera cirka 300 personer i timmen. Liftens längd var 400 meter medan själva skidbacken sträckte sig 700 meter. Anläggningen var i drift fram till den tidigare delen av 1980-talet.

#### Affärsverksamhet
En affär var etablerad i byn mellan 1938 och 1958, då Konsum drev en filial i Matsdal. Innan 1938 kunde vissa varor köpas hos J. H. Jonsson, som drev en liten lanthandel. I dag finns närmaste affär i Dikanäs.

### 2000-tal
Sommaren 2017 firade byn sitt 200-årsjubileum med ett flerdagsfirande som inkluderade en mängd olika aktiviteter. Vid Hembygdsgården anordnades boule, loppmarknad, allsång, matservering, musikunderhållning, logdans samt en guidad busstur runt byn. Vid Lillsjön arrangerades tipsrundor, våffelservering och lotterier.

### Historiska texter

#### Riksarkivet
| \| ” \| Kungl. Maj:ts Befallningshafwandes i Wästerbottens höfdingedöme utslag uppå dahlakarlen Matts Hansson Bjurs ansökning, om tillstånd, utaf upfundne lägenheter wid så kallade Gagdigtdalen på Sjul Anderssons skatteland i Wilhelmina församling af Åsele lappmark få, emot åtnutjande af nödige frihets år, inrätta ett krononybygge. Gifwit å landscontoriet i Umeå den 1 september 1817. Till följe af Konungens Befallningshafwandes förordnande uti remissorial resolution af den 28 mars detta år, och efer behörigen kungjord termin, har kronolänsman Nils Petter Degerman, biträdd af nämndemännen Eric Christoffersson från Resele och Pehr Jacobsson från Skansholm, den 18:de nästledne junii synt och beskrifwit den ansökte nybygges inrättningen, hwarvid tract och bohstad blifwit utsedd på norra sidan af Gajtokdalen wid ett ganska högt och brant Fjell, Gardfjell kalladt, hwarest finnes 2:ne tunneland åkerjord, bestående af mycket stenbunden grof bergjord, lutande mot söder och bewäxd med gröfre granskog; Nedanföre bosstaden är en sammanhängande tract, som genom röjsel och annan odling kan blifwa äng hwilken synemännen ansedt kunna aWasta nittio lass hö årligen. Mulbete är at tillgå äfwensom smärre grantimmer skog, samt qwarnställe uti bäcken som rinner genom ängeslägenheten; Men några fiskewatten finnas icke så nära at åboen kan sig deraf begagna, hwarföre för synemännen ansedt, at landslappen Sjul Andersson, som ej anträffads, så mycket mindre kan hafwa något at påminna mot nybyggesinrättningen, som lapparna i allmänhet anse fisket för en hufwudsaklig fördel. Detta med hwad mera synebeskrifningen utförligare innehåller, har jag mig föredragas låtit, samt i öfwervägande tagit: Och som någon protest mot sökandens anhållan, hwarken wid syneförättningen eller sedermera hos mig blifwit gjord, samt lägenheterna finnes wara för en nybyggesinrättning anwändbara och tjenliga. Altså pröfwar jag skäligt lemna sökanden fri- och rättighet, at af ofwanbeskrefne utsynta lägenheter, upodla och iståndsätta ett krononybygge under namn af Mathiasdahl, hwartill jemlikt 1749 års Kongl. reglemente för lappmarken, honom härmed beviljas tjugofem års frihet från skatt och ränta, hwilken frihet, räknad från nästa års början, med år 1842 uphör; Åliggandes sökanden, eller den som efter honom till åbo kan blifwa antagen, at årligen förrätta byggnad och odling för minst tio Rdr banco om året, så samt han answar undgå skäl, och öfwer fullgörandet hwaraf wederbörande kronobetjente tillkommer at hafwa answarige upsigt. Börandes sökanden wid nästa upbördsstämma i lappmarken, ej allenast förete detta utslag till nybyggets med frihets årens införande i jordeboken, utan och aflemna Rärde bewis och borgen för åboskyldigheternas upfyllande, hwarefter desamma af kronofogden hit insändas. Anwisning. År och dag som ofwan. \| „ \| \| – Landshövding Georg Lars af Schmidt, 1817 i Västerbottens län.[7] \| \| \| | |   |
| ” | Kungl. Maj:ts Befallningshafwandes i Wästerbottens höfdingedöme utslag uppå dahlakarlen Matts Hansson Bjurs ansökning, om tillstånd, utaf upfundne lägenheter wid så kallade Gagdigtdalen på Sjul Anderssons skatteland i Wilhelmina församling af Åsele lappmark få, emot åtnutjande af nödige frihets år, inrätta ett krononybygge. Gifwit å landscontoriet i Umeå den 1 september 1817. Till följe af Konungens Befallningshafwandes förordnande uti remissorial resolution af den 28 mars detta år, och efer behörigen kungjord termin, har kronolänsman Nils Petter Degerman, biträdd af nämndemännen Eric Christoffersson från Resele och Pehr Jacobsson från Skansholm, den 18:de nästledne junii synt och beskrifwit den ansökte nybygges inrättningen, hwarvid tract och bohstad blifwit utsedd på norra sidan af Gajtokdalen wid ett ganska högt och brant Fjell, Gardfjell kalladt, hwarest finnes 2:ne tunneland åkerjord, bestående af mycket stenbunden grof bergjord, lutande mot söder och bewäxd med gröfre granskog; Nedanföre bosstaden är en sammanhängande tract, som genom röjsel och annan odling kan blifwa äng hwilken synemännen ansedt kunna aWasta nittio lass hö årligen. Mulbete är at tillgå äfwensom smärre grantimmer skog, samt qwarnställe uti bäcken som rinner genom ängeslägenheten; Men några fiskewatten finnas icke så nära at åboen kan sig deraf begagna, hwarföre för synemännen ansedt, at landslappen Sjul Andersson, som ej anträffads, så mycket mindre kan hafwa något at påminna mot nybyggesinrättningen, som lapparna i allmänhet anse fisket för en hufwudsaklig fördel. Detta med hwad mera synebeskrifningen utförligare innehåller, har jag mig föredragas låtit, samt i öfwervägande tagit: Och som någon protest mot sökandens anhållan, hwarken wid syneförättningen eller sedermera hos mig blifwit gjord, samt lägenheterna finnes wara för en nybyggesinrättning anwändbara och tjenliga. Altså pröfwar jag skäligt lemna sökanden fri- och rättighet, at af ofwanbeskrefne utsynta lägenheter, upodla och iståndsätta ett krononybygge under namn af Mathiasdahl, hwartill jemlikt 1749 års Kongl. reglemente för lappmarken, honom härmed beviljas tjugofem års frihet från skatt och ränta, hwilken frihet, räknad från nästa års början, med år 1842 uphör; Åliggandes sökanden, eller den som efter honom till åbo kan blifwa antagen, at årligen förrätta byggnad och odling för minst tio Rdr banco om året, så samt han answar undgå skäl, och öfwer fullgörandet hwaraf wederbörande kronobetjente tillkommer at hafwa answarige upsigt. Börandes sökanden wid nästa upbördsstämma i lappmarken, ej allenast förete detta utslag till nybyggets med frihets årens införande i jordeboken, utan och aflemna Rärde bewis och borgen för åboskyldigheternas upfyllande, hwarefter desamma af kronofogden hit insändas. Anwisning. År och dag som ofwan. | „ |
| – Landshövding Georg Lars af Schmidt, 1817 i Västerbottens län. | |   |

| \| ” \| Kungl. Maj:ts Befallningshafwandes i Wästerbottens höfdingadöme utslag uppå Hans Mattssons och Elisabeth Catharina Mattsdotters [ansökning] om införsel, till hälften hwardera, uti krononybygget Gaidikdal eller Mattiasdahl i Wilhelmina församling af Åsele lappmark, hwilket de sig förwärfwat. Gifwit å landscontoret i Umeå d. 21 decembr 1824. Alldenstund Matts Hansson Bjuhr, som den 1:sta september 1817 fått tillstånd att uptaga krononybygget Gaidikdal eller rätteligen Mathiasdal i Wilhelmina församling af Åsele lappmark, finnes hafwa genom skriftelig och behörigen bevittnad avhandling den 4:de october innewarande år uplåtit besittningen deraf åt sina barn, sökanderne Hans Mattsson och Elisabeth Catharina Mattsdotter, till hälften på dem hwardera. Fördenskull och då de styrkt sig ega god fröjd samt för åbo skyldigheternes upfyllande borgen ställt, pröfwar jag wäl skäligt härmed tills widare temma dem införsel till hälften hwardera uti berörde krononybygge. Men innan ordentligt besigtningsbref meddelas kan, bör wanlig ägo samt af- och tillträdes syn å nybygget förrättas samt beskrifning deräfwen hit insändas. År och dag, som ofwan. \| „ \| \| – Landshövding Georg Lars af Schmidt, 1824 i Västerbottens län.[44] \| \| \| | |   |
| ” | Kungl. Maj:ts Befallningshafwandes i Wästerbottens höfdingadöme utslag uppå Hans Mattssons och Elisabeth Catharina Mattsdotters [ansökning] om införsel, till hälften hwardera, uti krononybygget Gaidikdal eller Mattiasdahl i Wilhelmina församling af Åsele lappmark, hwilket de sig förwärfwat. Gifwit å landscontoret i Umeå d. 21 decembr 1824. Alldenstund Matts Hansson Bjuhr, som den 1:sta september 1817 fått tillstånd att uptaga krononybygget Gaidikdal eller rätteligen Mathiasdal i Wilhelmina församling af Åsele lappmark, finnes hafwa genom skriftelig och behörigen bevittnad avhandling den 4:de october innewarande år uplåtit besittningen deraf åt sina barn, sökanderne Hans Mattsson och Elisabeth Catharina Mattsdotter, till hälften på dem hwardera. Fördenskull och då de styrkt sig ega god fröjd samt för åbo skyldigheternes upfyllande borgen ställt, pröfwar jag wäl skäligt härmed tills widare temma dem införsel till hälften hwardera uti berörde krononybygge. Men innan ordentligt besigtningsbref meddelas kan, bör wanlig ägo samt af- och tillträdes syn å nybygget förrättas samt beskrifning deräfwen hit insändas. År och dag, som ofwan. | „ |
| – Landshövding Georg Lars af Schmidt, 1824 i Västerbottens län. | |   |

| 1826 - Rapport angående Mattias Bjurs bortgång |
| --- |
| §:153 Den 17 Martii S:D: Vice Länsman Elëazar Rhen ingaf en dess til Rätten ställde skriftliga anmälan, rörande gamle nybyggaren Mats Bjurs från Mathiasdal, i början af December månad sistlidit år, inträffade olycka at, å wäg emellan Gikasjö och Storsele nybyggen, hafwa frusit til döds. Efter berörde anmälans upläsande jemte Rhens därwid […] afskrift bilagde raport til Kgns Befhde i Länet, hörde den omkomnes nu och närw:de gifte son Hans, som widkändes händelsen med upgift, at den gamla Bjurs, likasom Hanses egit ärende wid den uti uplästa handlingarne omförmälta färden, warit at skaffa sig något till lifsuppehälle, och at Bjurs döda kropp, wid anträffande å torsdagen den 8:de dec:br legat widöppen med hufwudet bakåt utsträckt, nästan öfwersnögad, hwaröfwer Hans Matsson och dess hustru äfwensom den förres samma tilfälle medföljda syster Lisa Cajsa Matsdotter blifwit aldeles bestörta, samt så wida Hans Matsson då äfwen med sig hade ett sitt på andra året gamla flickebarn, sällskapet å deras skäda med blott en liten brädeskäppa uppå, ej kunnat hämta det frusna liket, utom at tillika äfwentyra nämnda späda barns hälsa och lif i dåwarande stränga winterköld, hwarföre resan fortsattes än längre, hwarunder dessa personer måst öfwer nästa natt ligga i skogen och framkommo påföljde dagens afton till Storsele nybygge, därifrån drängarne, Swenska Jon Eliason samt Lapske Nils Danielsson, uppå Hans Mattssons begäran nästa morgon med häst och färdskrinda farit åstad at hämta liket, men Hans Matsson och dess sällskap med barnet, emelertid skyndat til hans swärfader [husgälden] Olof Jansson i Bäsksele ungefär 2 och 1/2 mil längre ned från fjället till hans swärfader husgubben Olof Jansson i Bäsksele, dit förenämnda 2ne drängar Krono å måndagsafton den 12:te december kommo med liket. Och uplyste härjemte den til förewarande undersökning bewistande, inkallade nybyggaren Jon Olofsson i merberörde Bäsksele by, at han som onsdagen den 14:de samma december, hemma hos sig åt Bjurs döda kropp, förfärdigat wanlig lik-kista, wid kroppens besigtidgande funnit honom Bjur hafwa warit ganska dåligt beklädd, meden gammat trasig wallmars-skjorta, lika beskaffad wäst och 2:ne sådane [jaikor] därofwan samt dylika byxor, inga strumpor och utslitna skor, men å sjelfwa kroppen utbringas ingen synbar åkomma, än köldens åwärkan, hwarigenom Jon Olofsson ansett och tror Bjur hafwa ihjälfrusit. Hwarhos inhämtades, at wid Gikasjöns i sednare tiden uptagne nybygge, är Bjurs yngre son Anders Åbo med husfrun och 3:ne sina barn uti fattiga omständigheter däraf följt och Bjur wid sin sista färd därifrån, endast fått med sig några [yxeka], små stenbit-fiskar och 2:ne af swagt bark-mjöl tilhandda, så kallade tunnbröd, at därmed på åtta milars wäg emellan Gikasjö- och Storsele nybyggena uppehålla lifwet, men han sannolikast i kölden bådeswältit och frusit til döds. För öfrigt intygade åtskillige bland Nämnden, at oftabesagde Bjur under lefnads tiden war en beskjedlig samt wälfrägdad man; Emedan rätten aktad intet hinder möta, at nu samma igenom påtaglig olykshändelse om komne Mats Bjurs döde [lekamen] må årlige begrafwas i därom vice Länsman Rhén antydde wedb:de Pastor i Wilhelmina församling, underrätta. |

| \| ” \| Kungl. Maj:ts Befalningshafwandes i Wästerbottens höfdingedöme utslag, uppå krononybyggarna Hans Mattssons och Anders Mattsson i Mattiasdahl, Wilhelmina församling och Åsele lappmark ansökning, om syn och stadfästelse å nyttjorätten till alla de ägor som lyda under sökandernes derstädes åboende krononybygge; I anledning hwaraf syn blifwit tillförordnad uti resolution den 8:de sistwikne junii samt werkställd den 13:de derpå följde september af kronolänsmannen Eleazar Rhén med biträde af twänne nämndemän, på sätt som inhämtas af den derwid författade och hit inlemnade beskrifning, hwaraf bestyrkt afskrift härjemte bifogas; Gifwit å landscontoret i Umeå d. 22 novembr 1833. Emedan de besigtigade och beskrefne lägenheten wid genom Konungens Befallningshafwandes utslag tillagde Mattiasdahl krononybygge; […] Anwisning. År och dag, som ofwan. År 1833 den 13:de september företogs sig underteknade läns- och nämdemän, att till ödmjukaste följe af Konungens Befallningshafvandes förordnande uti remisorial-resolution under den 8:de sistl. junii, efter förut kungjord termin, syna och beskrifva de lägenheter som lyda under Mattsdahls krononybygge i Vilhelmina socken, hvarvid i sökande Hans Mattssons och Anders Mattssons närvaro, följande beskrifning blef uprättad: De lägenheter som lyda under Mattsdahls krononybygge äro: 1:mo Åkerodlingsmark belägen vid norra ändan helt nära det så kallade Gardikfjället, till 2:ne tunnelands vidd, bestående af mindre stenig, mörk bergmylla, som i anseende till dess läge i en dahl nära under nyssberörde snöfjäll, är af så svag beskaffenhet, att mogen säd derstädes endast vissa goda år kan erhållas. — 2:o Ängesmarken invid och nedanför åkerstället, är belägen uti nemde fjälldahl och består af en sammanhängande grästract, vid Gajtok-ån, hvilken tract som kan vara area 1/4 mil lång och 1/6 dito bred, ansågs innehålla myror af naturlig slott och rödningsland som årligen af åns öfversvämning frodas, till en awkastning af tillsammans nittio lass. — 3:o Muhlbetet är nära ganska ymnigt och af god beskaffenhet. — 4:o Timmerskog utaf fjäll-gran vid nybygget, är af ganska dålig beskaffenhet. — 5:o Qvarnstället förr utsynt i Gajtokbäcken, syntes kunna blifva mera beqvämligt uti Gardisbäcken straxt österom bostaden. Desse ofvanbeskrifne lägenheter äro disponerade till Mattsdahls krononybygge genom Konungens Befallningshafvandes utslag den 1:ta september 1817. Mattsdahl ut supra. Eleaz. Rhén, Pehr Jacobsson Skansholm (bomärke), Olof Olofsson i Bäsksele (bomärke). \| „ \| \| – Landshövding Georg Lars af Schmidt, 1833 i Västerbottens län.[46] \| \| \| | |   |
| ” | Kungl. Maj:ts Befalningshafwandes i Wästerbottens höfdingedöme utslag, uppå krononybyggarna Hans Mattssons och Anders Mattsson i Mattiasdahl, Wilhelmina församling och Åsele lappmark ansökning, om syn och stadfästelse å nyttjorätten till alla de ägor som lyda under sökandernes derstädes åboende krononybygge; I anledning hwaraf syn blifwit tillförordnad uti resolution den 8:de sistwikne junii samt werkställd den 13:de derpå följde september af kronolänsmannen Eleazar Rhén med biträde af twänne nämndemän, på sätt som inhämtas af den derwid författade och hit inlemnade beskrifning, hwaraf bestyrkt afskrift härjemte bifogas; Gifwit å landscontoret i Umeå d. 22 novembr 1833. Emedan de besigtigade och beskrefne lägenheten wid genom Konungens Befallningshafwandes utslag tillagde Mattiasdahl krononybygge; […] Anwisning. År och dag, som ofwan. År 1833 den 13:de september företogs sig underteknade läns- och nämdemän, att till ödmjukaste följe af Konungens Befallningshafvandes förordnande uti remisorial-resolution under den 8:de sistl. junii, efter förut kungjord termin, syna och beskrifva de lägenheter som lyda under Mattsdahls krononybygge i Vilhelmina socken, hvarvid i sökande Hans Mattssons och Anders Mattssons närvaro, följande beskrifning blef uprättad: De lägenheter som lyda under Mattsdahls krononybygge äro: 1:mo Åkerodlingsmark belägen vid norra ändan helt nära det så kallade Gardikfjället, till 2:ne tunnelands vidd, bestående af mindre stenig, mörk bergmylla, som i anseende till dess läge i en dahl nära under nyssberörde snöfjäll, är af så svag beskaffenhet, att mogen säd derstädes endast vissa goda år kan erhållas. — 2:o Ängesmarken invid och nedanför åkerstället, är belägen uti nemde fjälldahl och består af en sammanhängande grästract, vid Gajtok-ån, hvilken tract som kan vara area 1/4 mil lång och 1/6 dito bred, ansågs innehålla myror af naturlig slott och rödningsland som årligen af åns öfversvämning frodas, till en awkastning af tillsammans nittio lass. — 3:o Muhlbetet är nära ganska ymnigt och af god beskaffenhet. — 4:o Timmerskog utaf fjäll-gran vid nybygget, är af ganska dålig beskaffenhet. — 5:o Qvarnstället förr utsynt i Gajtokbäcken, syntes kunna blifva mera beqvämligt uti Gardisbäcken straxt österom bostaden. Desse ofvanbeskrifne lägenheter äro disponerade till Mattsdahls krononybygge genom Konungens Befallningshafvandes utslag den 1:ta september 1817. Mattsdahl ut supra. Eleaz. Rhén, Pehr Jacobsson Skansholm (bomärke), Olof Olofsson i Bäsksele (bomärke). | „ |
| – Landshövding Georg Lars af Schmidt, 1833 i Västerbottens län. | |   |

#### Tidningsartiklar
| \| ” \| Å lappmannen Lars Tomassons egor hade sistlidne sommar olofligen slagits hö af en i Mattsdal hemmawarande bonde, whilken, då det kom till hans kunskap att lappen ämnade lägga beslag på höet, skyndade sig inberga detsamma i en annan bonde tillhörig lada. Efter fullgjordt arbete koktes kaffe, men elden blef ej riktigt släckt, ty ladan med allt det stulna höet och en i i [sic] närheten warande hässja uppbrändes. Sedan bonden gäldat wärdet för ladan och hässjan åt dess egare fick han till wintertinget en stämning för olofligt tillgrepp af lappen, som dock efter åtskilligt parlamenterande återtog sitt answarsyrkande, sedan han af bonden erhållit en ko, wärderad till 75 kronor. (Sk. n. T.) \| „ \| \| – Umebladet, 1897-01-16[47] \| \| \| | |   |
| ” | Å lappmannen Lars Tomassons egor hade sistlidne sommar olofligen slagits hö af en i Mattsdal hemmawarande bonde, whilken, då det kom till hans kunskap att lappen ämnade lägga beslag på höet, skyndade sig inberga detsamma i en annan bonde tillhörig lada. Efter fullgjordt arbete koktes kaffe, men elden blef ej riktigt släckt, ty ladan med allt det stulna höet och en i i [sic] närheten warande hässja uppbrändes. Sedan bonden gäldat wärdet för ladan och hässjan åt dess egare fick han till wintertinget en stämning för olofligt tillgrepp af lappen, som dock efter åtskilligt parlamenterande återtog sitt answarsyrkande, sedan han af bonden erhållit en ko, wärderad till 75 kronor. (Sk. n. T.) | „ |
| – Umebladet, 1897-01-16 | |   |

| \| ” \| En person från Mattsdal i Dikanäs anlände för någon tid sedan till Stensele för att af därvarande läkare erhålla bot för en iråkad blodförgiftning, men sjukdomen hade gått så långt, att något hopp ej fanns för hans räddning utan han afled. Det är att märka, att nämnda person, när han kände sig sjuk, rekvirerade och erhöll piller från den s. k. »pillerdoktorn Axell». Pillerna hade den sjuke tagit in, men för sent insåg han, att de ej hjälpte något. Hade han i stället genast rådfrågat läkare, hade han säkert tillfrisknat. När skall allmogen upphöra, att anlita dylika »amerikanske doktorer», frågar meddelaren. \| „ \| \| – Westerbotten, 1905-02-02[48] \| \| \| | |   |
| ” | En person från Mattsdal i Dikanäs anlände för någon tid sedan till Stensele för att af därvarande läkare erhålla bot för en iråkad blodförgiftning, men sjukdomen hade gått så långt, att något hopp ej fanns för hans räddning utan han afled. Det är att märka, att nämnda person, när han kände sig sjuk, rekvirerade och erhöll piller från den s. k. »pillerdoktorn Axell». Pillerna hade den sjuke tagit in, men för sent insåg han, att de ej hjälpte något. Hade han i stället genast rådfrågat läkare, hade han säkert tillfrisknat. När skall allmogen upphöra, att anlita dylika »amerikanske doktorer», frågar meddelaren. | „ |
| – Westerbotten, 1905-02-02 | |   |

| \| ” \| Ett råghalmstrå av 207 sentimeters längd har insänts till redaktionen av J. H. Jonsson i Mattsdal, Umnäs, fyra mil ovan för den s. k. odlingsgränsen. Råghalm av sådan längd torde ytterst sällan skördas i Skåne. Rågen är fullt mogen. \| „ \| \| – Västerbottenskuriren, 1917-09-28[49] \| \| \| | |   |
| ” | Ett råghalmstrå av 207 sentimeters längd har insänts till redaktionen av J. H. Jonsson i Mattsdal, Umnäs, fyra mil ovan för den s. k. odlingsgränsen. Råghalm av sådan längd torde ytterst sällan skördas i Skåne. Rågen är fullt mogen. | „ |
| – Västerbottenskuriren, 1917-09-28 | |   |

## Geografi
Matsdal sträcker sig från Kanan till Södra Matsdal, över 11 kilometer genom en fjälldal mellan Södra och Norra Gardfjället. Den högsta toppen för Norra Gardfjället heter Gälta (Gealta) och når en maxhöjd av 1308 meter över havet. År 2022 inrättades Södra- samt södra delarna av Norra Gardfjället som naturreservat av Länsstyrelsen Västerbotten. Syftet med reservatet är att bevara den unika biologiska mångfalden och de värdefulla naturmiljöerna, samt att främja friluftsliv. Hälften av området består av kalfjäll och mindre bestånd av videbuskar.
Södra Gardfjället är en del av naturreservatet där området, som omfattar 38 886 hektar, präglas av fjälldalar omgivna av branta fjäll, raviner och rasbranter. Fjälltopparna är ofta kala och berggrunden blottad, vilket samerna kallar för "klip". Härifrån kommer också områdets samiska namn, Klipfjäll (Klipentjahke). Landskapet i Södra Gardfjället är varierat med vidsträckta fjällbjörkskogar, slingrande vattendrag, klara sjöar, små myrar och täta videbuskmarker. Floran är rik och inkluderar bland annat brudborste, kvanne, nordisk stormhatt, torta och älggräs. Fjälltopparna i området är branta och svårtillgängliga.

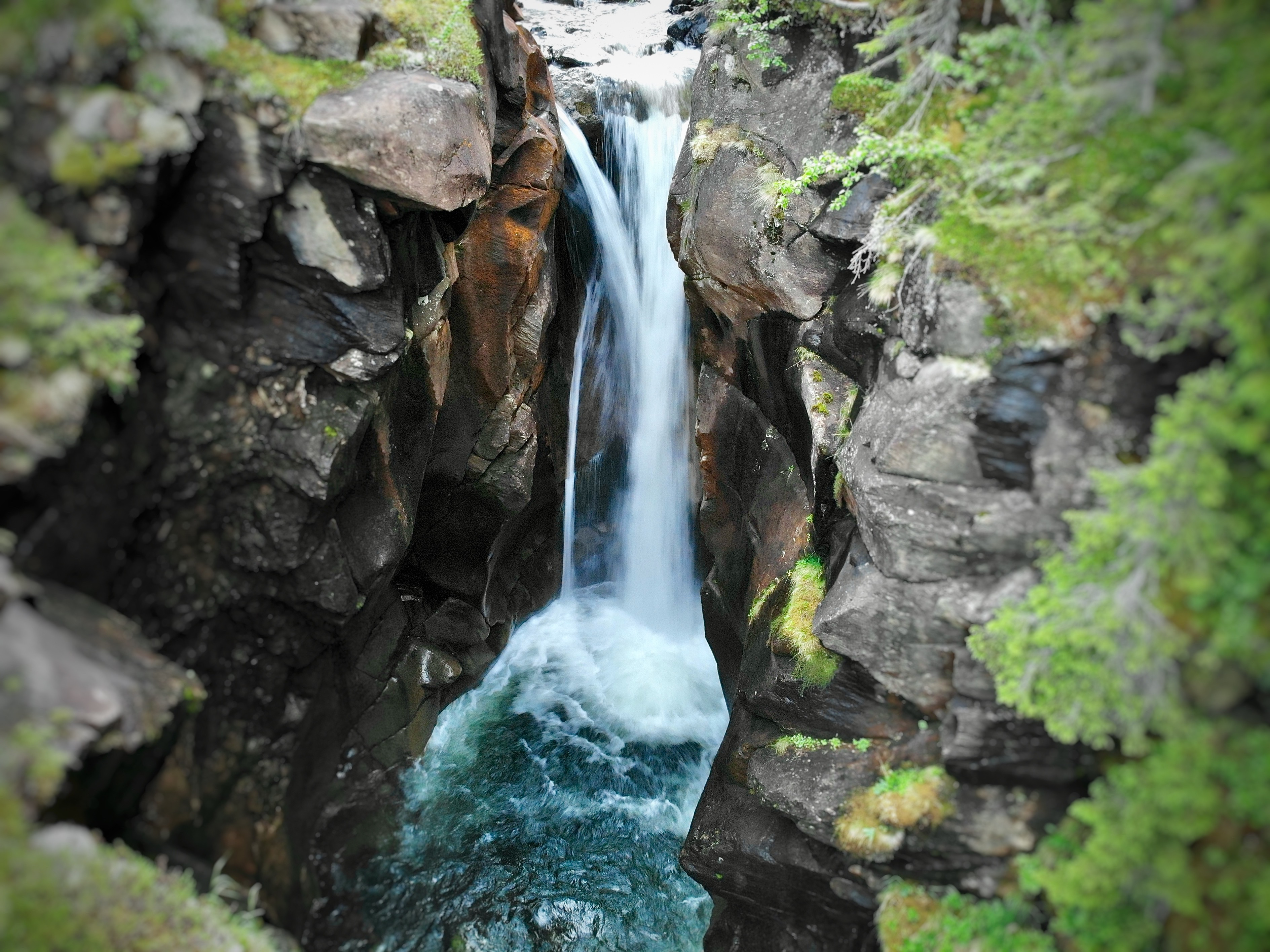
Bullerfallet, cirka 2 km sydväst om Kanan, strömmar ut i Dalsån som går mellan Norra- och Södra Gardfjället.

Bullerbäcken strömmar söder om Kanan, skär genom en djup ravin och fortsätter genom en trång kanjon kantad av branta klippväggar. Vid denna kanjon finns "Bullerfallen", som störtar ned i en polerad rund gryta. Nedströms från Bullerfallens kanjon breder ett område med ett flertal stenfält ut, släta och rundade av isälvens krafter. Längre ned, där Matsdalsån breder ut sig i en dal, har ett delta formats av ett virrvarr av små bäckar.

Panoramabild över Matsdal i västlig riktning från Storknoppen.

Landskapet är rikt på spår och lämningar från människor som har levt och rest genom området under årtusenden. Reservatet utgör ett samiskt kulturlandskap som är format av renskötsel och har en hög koncentration av fornlämningar från olika epoker. Här finns många idag övergivna boplatser och renvallar. Inom reservatets gränser ligger också flera platser där det tidigare funnits gårdar och torp som etablerats och sedan övergivits under 1900-talet.

### Geografisk historia
De tidigaste kända handlingarna rörande Gardfjället finns i ett antal protokollanteckningar från en examination, angående bland annat gräns- och levnadsförhållanden, som påbörjades den 31 augusti 1741 mellan Peter Schnitler och ett antal bönder och samer inom Helgeland i Norge. I denna berättar det första kallade vittnet, bonden Lars Andersen från Hattfjelldal, om lägesförhållandena mellan Vefsen och den svenska riksgränsen:
| ”                                                           | 1 Spørsmaal: Hvor langt ligger denne bøjd fra de nærmeste grændser ad Sværrig, i hvad Præste gield og Fogderie? Resp: [. . .] Naar man nu vil reigne fra Væfsen-Kiercke, som ligger ved dend østere Ende af Væfsens-fiord, til grændserne ad Sverrig, saa er fra bemelte Væfsens-fiord dend Tætte-bøjd langs efter Væfsens-Elv 4: Miile lang i øster; Fra denne Tætte bøjd over Fielde er 5: Miile i øster, til Hatfieldsdalen, og her fra til østerste field, Nafnlig Garve-field, hvor i fra Smaa bæckke falde need i Farock-vandet, hvor og paa dend væstere Siide Norske Skatte-Finner Sidde, kan være omtrent 9: Miile; Saa det er i alt fra Væfsen-fiord til det østligste grænse Stæd, Nemblig Garve-field, omtrent 18 Miile, ellers ligger denne bøjd i Væfsens Præstegield Helgelands Fogderie; Bønderne her nære Sig af deres Gaarder alleene, og liidet ringe Fiskerie af de færske Vande, til Søjen naaer de ingenlunde med nogen Slags Fiskerie, saa som de ligge forlangt der fra till Fieldz [. . . ]. | „ |
| – Grenseeksaminasjonsprotokoller 1742–1745, Peter Schnitler | |   |

Karta över riksgränsen mellan Norge och Sverige med Gardfjället stavat "Garvofiäll". Utformad mellan år 1738 och 1746.

Åldermannen Ioen Andersen från Susendalen i Norge vittnar om flera samer som betalar mantalsskatt i både Norge och Sverige. Bland dessa omnämns en man vid namn Ole Siursen från Arefjället och Gardfjäll. Ole är även listad i en förteckning över skattesamer från 1739, där han nämns som "Ole Sjursen af Arjfield Nord ost for unker Vand og af garv field". Andersen tillägger vidare att Gardfjäll: "hvor af Smaa Bæckke needriinder i det der under liggende Farok-vand; Garve-field er et Snaut Flagdagtig- Spitz- field [. . .]".

Lars Nilsen, en same från Krudaa-fjället, född och döpt i Lycksele, är det fjärde vittnet. Han berättar om två samer, Thore Larsen och Lasse Ioensen, som han menar vistas på den östliga delen av Gardfjället och endast betalar skatt till den svenska kronan. Nilsen beskriver också att dessa samer utnyttjar angränsande granskog öster om Gardfjället, där det ska finnas vatten för fiske. Av gammalt folk har Larson hört att Fjällfjället och Gardfjäll markerar gränsen mellan Norge och Sverige.

Riksgränskarta mellan Sverige och Norge från år 1769 av kartografen Nils Marelius. Gardfjället stavat "Garvo Fiäll".

I Peter Schnitlers texter för år 1744 nämns också sjön Farroken, belägen cirka 5,9 km nordväst om Kanan, mellan Rättfjället och den västra sidan av Norra Gardfjället. Sjön beskrivs ligga i en bukt, sydväst om Gardfjället, och vara platsen där Vefsenälven (Vapstälven) har sitt utspring. Sjön uppskattas till en längd av 1/2 fjärding (1,3 km) och vara hälften så bred. I den södra änden av sjön (Farrokbäcken) löper den stora Vefsenälven ut, tar sitt lopp runt en liten bergsknubb i väster till Langvatnet (Rättsjön) och därifrån till Granvattnet (Gransjön) i väster. Därifrån löper vattnet i en sydvästlig riktning till Blegvandet (Bleriken) och vidare i sydvästlig riktning till Veervandet (Virisen). Gardfjället beskrivs som platt på den västra kanten och brant i den östra änden, med granskog i norr och öster om denna ände.
| ”                                                               | Uppå östra sidan om Land-ryggen för detta stycket, flyta de vatnen, som äro söder om Helagsfjällen, åt Ljusne-Älfven; vid Helagsfjällens östra sida begynnes Ljungan; men där Nordan före alt til Liljsjövålen flyta alla vatnen åt Indals Älfven, som straxt vid Fjähls Gästgifvare-Gård faller i Östersjön. Ifrån Liljsjövålen alt til Garvofjäll rinna alla ifrån Landryggen kommande vatten åt Ångermanna-Åen, men där Nordan förefalla de åt Uhme-Älfven. På västra sidan af Harvofjäll [sic] begynnes Wäfsens-eller Wapst-Älfven, som rinner åt Norrige, samt räknas för skilnad imellan Åsele- och Uhme-Lappmarker. | „ |
| – Samuel Sandel, Kongl. Vetenskaps Academiens Handlingar (1771) | |   |

I sin bok Gamla byar i Vilhelmina (1982) skriver folkskolläraren O. P. Pettersson att: "I en handling från senare hälften av 1700-talet har jag sett namnet på Norra Gardfjället skrivas Cajtokvare." Han minns dock inte exakt vilken handling det var och gjorde inga anteckningar vid tillfället. Pettersson spekulerar i att om det var Norra Gardfjället som avsågs i handlingen, bör det ha rört sig om namnet på hela fjällmassivet. Vare (sydsamiska: vaerie) är det samiska ordet för fjäll/berg och Matsdal benämns under tidigare handlingar med namnet Kajtodal/Caitokdal.

## Klimat
Matsdal har ett subarktiskt klimat karaktäriserat av långa, kalla vintrar och korta, svala somrar. Den lägsta uppmätta temperaturen i Matsdal (mellan år 2010 och 2024) är -41,3 °C (Januari 2024) och den högsta 32,7 °C (Juli 2019).
| | Jan | Feb | Mar | Apr | Maj | Jun | Jul | Aug | Sep | Okt | Nov | Dec |  | År |
| --- | --- | --- | --- | --- | --- | --- | --- | --- | --- | --- | --- | --- |  | -- |
| Medeltemp. (°C) | -7  | -5  | 1   | 6   | 11  | 18  | 20  | 18  | 13  | 5   | -1  | -5  |  | 6  |
| |     |     |     |     |     |     |     |     |     |     |     |     |  |    |
| Nederbörd (mm) | 79  | 63  | 69  | 75  | 85  | 116 | 154 | 120 | 119 | 71  | 83  | 82  |  | 93 |
| Källa: https://www.vackertvader.se/matsdal/klimat-och-temperatur & https://vaderochklimat.se/sverige/matsdal-3576083/ |     |     |     |     |     |     |     |     |     |     |     |     |  |    |